# Аеродром Даламан
Аеродром Даламан (тур. Dalaman Havalimanı) је међународни аеродром на крајњем југозападу Турске, у близини егејских летовалишта Мармарис и Фетије, па преовлађују сезонске линије и чартери. Са друге стране најближи већи град је Мугла, али он је мање познат. 
Аеродром Даламан спада у десет највећих ваздушних лука Турске. 2022. године кроз њега је прошло преко 4,5 милиона путника. 